# Ryan Roxie
Ryan Roxie, pseudonimo di Ryan Rosowicz (Sacramento, 1º dicembre 1965), è un chitarrista e cantautore statunitense, attualmente residente a Stoccolma. È il membro fondatore dei Roxie 77 ed è probabilmente più noto per il suo lavoro di chitarra con Alice Cooper, Slash, Casablanca, Dad's Porno Mag.

## Discografia

### Con Gilby Clarke
- Pawnshop Guitars (1994)
- Blooze (1995)
- The Hangover (1997)
- Rubber (1998)

### Con Alice Cooper
- A Fistful of Alice (1997)
- Brutal Planet (2000)
- Dragontown (2001)
- The Eyes of Alice Cooper (2003)
- Dirty Diamonds (2005)

### Altri album
- Candy - Teenage Neon Jungle (1985)
- Tal Bachman - Tal Bachman (1990)
- Electric Angels - Electric Angels (1991)
- Dad's Porno Mag - Dad's Porno Mag (1997)
- Tamara Champlin - You Won't Get To Heaven Alive (1997)
- Slash's Snakepit - Ain't Life Grand (2000)
- James Micheal - Inhale (2000)
- Elegantly Wasted - Greetings From A Strange Place (2003)
- Roxie 77 - Peace, Love and Armageddon (2004)
- Texas Terri Bomb - My Lips (2004)
- Huck Johns - Huck Johns (2006)

### Tribute album
- Cheap Dream: A Tribute to Cheap Trick (2001)
- Spin the Bottle: An All-Star Tribute to Kiss (2005)